# Trésor Ilunga
Trésor Ilunga Kayanda (Lubumbashi, 1º aprile 1994) è un calciatore della Repubblica Democratica del Congo, centrocampista del.